# Apollinare Calderini
Apollinare Calderini (Ravenna, seconda metà del XVI secolo – prima metà del XVII secolo) è stato un religioso e scrittore italiano.
Molto dedito al ministero e alla predicazione, approfondì l'opera del filosofo Giovanni Botero.

## Biografia
Pochi sono i riferimenti biografici che si posseggono su Apollinare Calderini; si sa che nacque a Ravenna e che dopo aver ricevuto la prima formazione umanistica si trasferì a Milano dove intraprese la carriera ecclesiastica, vestendo l'abito dei canonici regolari del Santissimo Salvatore.
A Milano nel 1597 pubblicò l'opera Discorsi sopra la Ragione di Stato del Signor Giovanni Botero, dedicandola al duca di Parma e Piacenza Ranuccio Farnese. Scopo dell'opera era divulgare e far conoscere il trattato Della Ragion di Stato del filosofo gesuita Giovanni Botero. Di chiara tradizione barocca, l'opera del Calderini aspira alla conciliazione della legge morale con la prassi utilitaria della politica.
Fu membro dell'Accademia degli Inquieti di Milano.

## Opere
- Discorsi sopra la Ragione di Stato del Signor Giovanni Botero, Milano, Pietro Martire Locarno, 1597.
- Modo d'usar il bossolo per pigliar piante de luoghi murati, e non murati, Milano, Pandolfo Malatesta, 1598.